# Noureddine Boutzamar
Noureddine Boutzamar (Heerenveen, 9 april 1994) is een Nederlands-Marokkaans voetballer die als middenvelder bij SC Genemuiden speelt.

## Carrière
Noureddine Boutzamar maakte zijn debuut voor SC Cambuur in de eredivisie op 8 mei 2016, in de met 0-2 verloren thuiswedstrijd tegen Excelsior. Hij kwam na de rust in het veld voor Sjoerd Overgoor. In drie jaar speelde hij drie wedstrijden voor Cambuur, tot hij in 2018 naar Harkemase Boys vertrok. Hier speelde hij een seizoen, waarna hij in 2019 de overstap naar SC Genemuiden maakte.

### Statistieken
| Seizoen                    | Club           | Land           | Competitie         | Competitie | Competitie | Beker | Beker | Totaal | Totaal |
| Seizoen                    | Club           | Land           | Competitie         | Wed.       | Dlp.       | Wed.  | Dlp.  | Wed.   | Dlp.   |
| -------------------------- | -------------- | -------------- | ------------------ | ---------- | ---------- | ----- | ----- | ------ | ------ |
| 2015/16                    | SC Cambuur     | Nederland      | Eredivisie         | 1          | 0          | 0     | 0     | 1      | 0      |
| 2016/17                    | SC Cambuur     | Nederland      | Eerste divisie     | 2          | 0          | 0     | 0     | 2      | 0      |
| 2017/18                    | SC Cambuur     | Nederland      | Eerste divisie     | 0          | 0          | 0     | 0     | 0      | 0      |
| 2018/19                    | Harkemase Boys | Nederland      | Derde divisie zat. | 28         | 1          | 1     | 0     | 29     | 1      |
| Carrièretotaal             | Carrièretotaal | Carrièretotaal | Carrièretotaal     | 31         | 1          | 1     | 0     | 32     | 1      |
| Bijgewerkt op 22 juni 2019 |                |                |                    |            |            |       |       |        |        |